# Buse Naz Çakıroğlu
Buse Naz Çakıroğlu (26 maggio 1996) è una pugile turca, vincitrice di 2 medaglie d'argento olimpiche a Tokyo 2020 e a Parigi 2024.

## Biografia
Çakıroğlu ha studiato Educazione Fisica e Sport all'Università di Düzce ed è membro del Fenerbahçe Boxing.
Nel 2017 divenne campionessa nei pesi mosca ai Campionati dell'Unione Europea svoltisi a Cascia.
Nel 2018 vinse la medaglia d'argento ai Campionati europei di pugilato dilettantistico femminile a Sofia.
Nel 2019 conquistò la medaglia d'oro nella categoria pesi mosca sia ai II Giochi europei di Minsk sia ai campionati europei di pugilato dilettantistico femminile ad Alcobendas; inoltre vinse la medaglia d'argento ai campionati mondiali di pugilato dilettantistico femminile a Ulan-Udė.
Il 7 agosto 2021, presso il Ryōgoku Kokugikan di Tokyo, ottenne la medaglia d'argento nel torneo femminile dei pesi mosca ai Giochi della XXXII Olimpiade, cedendo in finale contro la bulgara Stojka Petrova.
Nel 2022 vinse la medaglia di bronzo nella categoria dei pesi mosca leggeri ai XIX Giochi del Mediterraneo svoltisi ad Orano e la medaglia d'oro ai campionati europei di pugilato dilettantistico femminile di Budua battendo l'irlandese Caitlin Fryers per 5–0 nella finale della categoria 50 kg.
Nel 2023 conquistò la medaglia d'oro nel torneo femminile dei pesi mosca leggeri dei III Giochi europei disputato all'Arena Nowy Targ di Nowy Targ, battendo l'armena Anush Grigoryan al secondo turno, la polacca Natalia Rok nei quarti di finale, l'italiana Giordana Sorrentino in semifinale e la francese Wassila Lkhadiri in finale con il punteggio di 5-0. Tramite questa vittoria ha ottenuto il pass per il torneo femminile dei pesi mosca dei Giochi della XXXIII Olimpiade di Parigi 2024, in cui ha conquistato di nuovo la medaglia d'argento, venendo battuta in finale dalla cinese Wu Yu per 4-1.
Nel 2024 è diventata campionessa europea per la terza volta nel torneo della categoria pesi mosca sconfiggendo la spagnola Marta Lopez Del Abbol nei quarti di finale, la bulgara Venelina Poptoleva per 5-0 in semifinale e la pugile russa Anastasija Kool' per 5-0 nella finale dei campionati europei di pugilato dilettantistico femminile tenutisi a Belgrado.

## Palmarès
- Giochi olimpici

Tokyo 2020: argento nei pesi mosca.
Parigi 2024: argento nei pesi mosca.
- Mondiali

Ulan-Udė 2019: argento nei pesi mosca.
Istanbul 2022: oro nei pesi mosca leggeri.
- Europei

Sofia 2018: argento nei pesi mosca.
Alcobendas 2019: oro nei pesi mosca.
Budua 2022: oro nei pesi mosca leggeri.
Belgrado 2024: oro nei pesi mosca.
- Campionati dell'Unione europea

Cascia 2017: oro nei pesi mosca.
- Giochi europei

Minsk 2019: oro nei pesi mosca.
Cracovia 2023: oro nei pesi mosca leggeri.
- Giochi del Mediterraneo

Orano 2022: bronzo nei pesi mosca leggeri.